# بولينا لويزي
بولينا لويزي (1875-1950) زعيمة للحركة النسوية في دولة الأوروغواي. أصبحت في عام 1909 أول امرأة تحصل على شهادة الطب في الأوروغواي، وكانت من أشد المدافعين عن التربية الجنسية في المدارس. مثلت الأوروغواي في المؤتمرات النسائية الدولية وسافرت في جميع أنحاء أمريكا اللاتينية وأوروبا. كانت أيضًا أول امرأة من أمريكا اللاتينية تشارك في عصبة الأمم، وأصبحت واحدة من أكثر الناشطين الأوائل تأثيرًا فيها. كان لعملها تأثير دائم على النساء في الأمريكتين.

## التعليم والتدريس الطبيان
حصلت لويزي على درجة البكالوريوس في عام 1899، وتخرجت من كلية الطب بجامعة جمهورية الأوروغواي. أصبحت في عام 1908 أول طبيبة وجراحة في الأوروغواي، وتولت إدارة عيادة أمراض النساء في كلية الطب في الجامعة الوطنية في مونتيفيديو. لم يكن هناك سوى أربع طبيبات في الأوروغواي عام 1907، مقابل 305 أطباء، ومع انضمام المزيد من النساء إلى المجال الطبي، بدأ عدد الطبيبات في الارتفاع. كتبت لويزي أوراقًا طبية حول موضوعات تتعلق بالوقاية من الأمراض المعدية، والنظافة، وتحسين النسل، ومدارس الهواء الطلق، والخصائص الوراثية، والأمراض الاجتماعية، إضافة إلى «تجارة الرقيق البيض» والدعارة، والأمراض التناسلية، وحقوق الأم.

### التثقيف الصحي الجنسي
ألقت لويزي الخطاب الرئيسي أمام مؤتمر الطفل الأمريكي الأول في عام 1916، مع التركيز على علم الاجتماع وتعليم النساء والأطفال في أمريكا اللاتينية. أيدت لويزي في خطابها- على نحو مثير للجدل- برامج التثقيف الإلزامي حول الصحة الجنسية في نظام المدارس العامة من المرحلة الابتدائية حتى المرحلة الثانوية، بالإضافة إلى حق المرأة في التصويت. عرّفت التربية الجنسية بأنها أداة تربوية لتعليم الفرد إخضاع الدوافع الجنسية لإرادة العقل الواعي والمسؤول.
يُفترض أن تؤكد دروس التربية الجنسية على قوة الإرادة والانضباط الذاتي، وممارسة التمارين البدنية المعتدلة بانتظام لحرق الطاقة الجنسية، وتفضيل تجنب وسائل الترفيه المحفزة جنسيًا. تركز فصول التثقيف الصحي- على عكس التربية الجنسية- بشكل أكبر على الجوانب العلمية لتكاثر الأنواع، والتاريخ الطبيعي، والتشريح، والنظافة الشخصية، والوقاية من الأمراض التناسلية.
عُدت لويزي لا سلطوية وثورية بسبب تلك الاقتراحات، واتُهمت برغبتها تعليم الطلاب الدعارة. أُخذت اقتراحاتها بشأن التثقيف في مجال الصحة الجنسية بعين الاعتبار في عام 1944، إذ أُدخلت في نظام المدارس العامة في أوروغواي. آمنت لويزي بفكرة «أن الرجل والمرأة شكلان للكائن نفسه، ويختلفان فقط بالأمور المُوظفة للحفاظ على النوع». تفيد وجهة نظرها أن الاختلافات التشريحية لا تملي أدوارًا مختلفة للرجال والنساء. عملت لويزي أيضًا معلمة في كلية تدريب المعلمين للنساء، ومناصرةً لإدراج النظافة ضمن المواد التي تُدرّس لمعلمي المستقبل. صُممت محاضراتها وحججها خصيصًا لتقديم العلاج الوقائي كموضوع ضمن منهج تدريب المعلمين.

## النشاط النسوي في الأوروغواي والأمريكتين

### النسوية في البلدان الأمريكية
طمحت لويزي- إضافةً إلى نضالها من أجل حقوق المرأة في الأوروغواي- إلى تأسيس حركة نسوية لعموم أمريكا من شأنها أن تفيد البلدان في الأمريكتين، إذ أرادت تحقيق المساواة على مستوى العالم. سافرت لويزي إلى الولايات المتحدة على أمل أن تساعد النسويات الأمريكيات في تطوير الحركة النسوية الأمريكية، لكنها شعرت بخيبة أمل بسبب ازدراء النساء الأمريكيات للنسويات في أمريكا الجنوبية.
ناصرت لويزي بعد اندلاع الحرب العالمية الثانية «الأختية» مرة أخرى بين نسويات الولايات المتحدة والنسويات في أمريكا اللاتينية. كان نشاط لويزي معترفًا به دوليًا وشعبيًا في أمريكا اللاتينية. أشاد أول مؤتمر نسائي للبلدان الأمريكية في غواتيمالا عام 1947 بلويزي، واعترف بها كأم الحركة النسوية في البلدان الأمريكية.